# パターンダンス

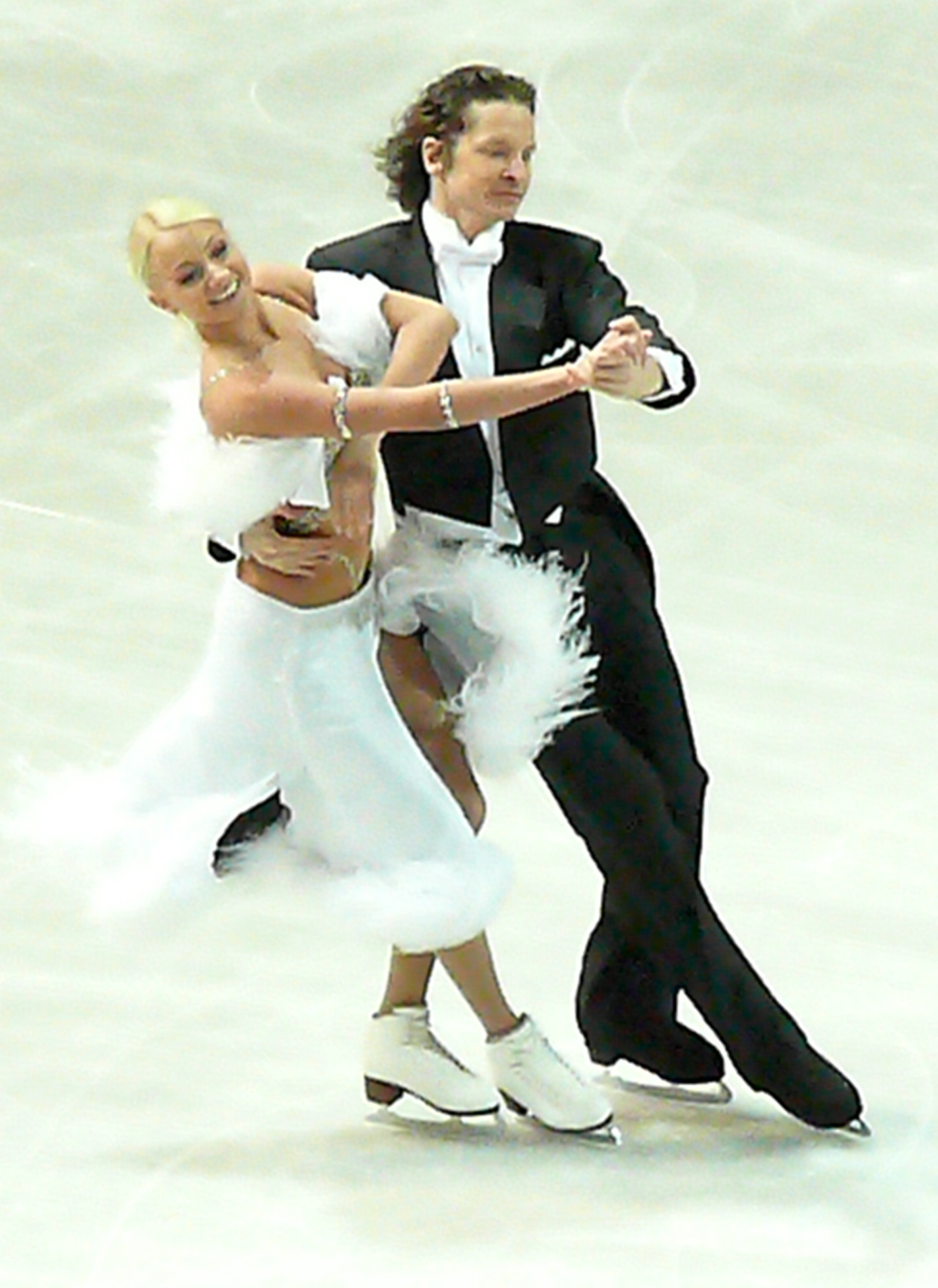
ドムニナ&シャバリン組

パターンダンス（英語: Pattern dance）またはコンパルソリーダンス（英語: Compulsory dance）は、アイスダンス競技で行われる種目のひとつ。

## 歴史
2009-10年シーズンまで、主な国際競技会はコンパルソリーダンス、オリジナルダンス、フリーダンスの3種目で構成された。俗に規定、コンパルソリーなどと略称されたが、同じくコンパルソリーと略され男女シングルで行われた種目コンパルソリーフィギュアとは異なる。
2010年の国際スケート連盟（ISU）総会にてパターンダンスと呼称を改められ、またISU主催の競技会では競技から除外された。ただしISUによる競技ルールでは、パターンダンスとフリーダンスの2種目構成で競技を行ってもよいとされている。

## 国際スケート連盟ルール
あらかじめ指定されたリズムとテンポの音楽を用い、規定されたステップパターンを滑走する。リズムは1年毎に2～3課題が指定され、更に試合毎に抽選で選出された1～2課題で競技が行われる。全てのカップルが同じ音楽を用い、同じパターンで滑るためアイスダンスの種目のなかでカップル同士の技術力を最も比較しやすいと言われている。
ISUは各課題ごとに6曲の楽曲を用意しているが、このうち5曲が競技に使用され、6曲目は競技直前のウォーミングアップ（練習滑走）でのみ使用される。競技用の5曲は各滑走グループごとに第1滑走組は1曲目、第2滑走組は2曲目と使用される楽曲が決まっている。

## 楽曲
1. フォーティーンステップ（Fourteenstep）
2. フォックストロット（Foxtrot）
3. ロッカーフォックストロット（Rocker Foxtrot）
4. ヨーロピアンワルツ（European Waltz）
5. アメリカンワルツ（American Waltz）
6. ウエストミンスターワルツ（Westminster Waltz）
7. ヴィニーズワルツ（Viennese Waltz）
8. オーストリアンワルツ（Austrian Waltz）
9. スターライトワルツ（Starlight Waltz）
10. ラベンスバーガーワルツ（Ravensburger Waltz）
11. ゴールデンワルツ（Golden Waltz）
12. キリアン（Kilian）
13. ヤンキーポルカ（Yankee Polka）
14. クイックステップ（Quickstep）
15. パソドブレ（Paso Doble）
16. ルンバ（Rhumba）
17. チャチャコンゲラード（Cha Cha Congelado）
18. シルバーサンバ（Silver Samba）
19. タンゴ（Tango）
20. アルゼンチンタンゴ（Argentine Tango）
21. タンゴロマンティカ（Tango Romantica）
22. ブルース（Blues）
23. ミッドナイトブルース（Midnight Blues）
24. フィンステップ（Finnstep）- 2008-2009シーズンより追加

## 課題
| シーズン  | シニア                                                   | ジュニア                                         |
| --------- | -------------------------------------------------------- | ------------------------------------------------ |
| 2007-2008 | オーストリアンワルツ、ヤンキーポルカ、アルゼンチンタンゴ | ヴィニーズワルツ、チャチャコンゲラード、ブルース |
| 2008-2009 | ヴィニーズワルツ、フィンステップ、パソドブレ             | スターライトワルツ、パソドブレ                   |
| 2009-2010 | ゴールデンワルツ、タンゴロマンチカ                       | ウェストミンスターワルツ、アルゼンチンタンゴ     |
| 2010-2011 | ラベンスバーガーワルツ、フィンステップ                   | クイックステップ、ブルース                       |